# براندون بول
براندون بول (بالإنجليزية: Brandon Paul)‏ مواليد 30 أبريل 1991 في غورني، هو لاعب كرة سلة أمريكي بدأ مسيرته الاحترافية في سنة 2013 يلعب مع فريق جوفينتوت بادالونا في الدوري الإسباني لكرة السلة ويحمل الرقم 33. يبلغ طوله 6 قدم 4 بوصة (1.9 م).

## فرق لعب لها
- نيجني نوفغورود
- جوفينتوت بادالونا

## روابط خارجية
- براندون بول على موقع إن بي أي (الإنجليزية)
- براندون بول على موقع سبورتس رفرنس (الإنجليزية)
- براندون بول على موقع الدوري الإسباني لكرة السلة (الإسبانية)
- براندون بول على موقع كرة السلة الأوروبية.كوم (الإنجليزية)
- براندون بول على موقع كلية كرة السلة في سبورتس رفرنس.كوم (الإنجليزية)
- براندون بول على موقع ريلجم (الإنجليزية)
- براندون بول على موقع بروبوليرز (الإنجليزية)
- براندون بول على موقع سبورتس رفرنس (الإنجليزية)
- براندون بول على موقع سبورتس رفرنس (الإنجليزية)